# عسل‌خوار هلند نو
عسل‌خوار هلند نو (نام علمی: Phylidonyris novaehollandiae) نام یک گونه از تیره عسل‌خوار است که بیشتر در استرالیای جنوبی یافت می‌شود. این عسل‌خوار از نخستین گونه‌های پرندگان استرالیا بود که توصیف علمی شد.

## نگارخانه

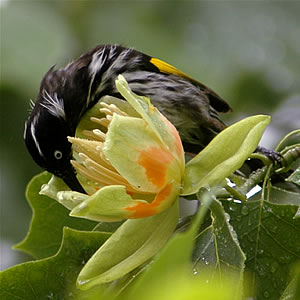
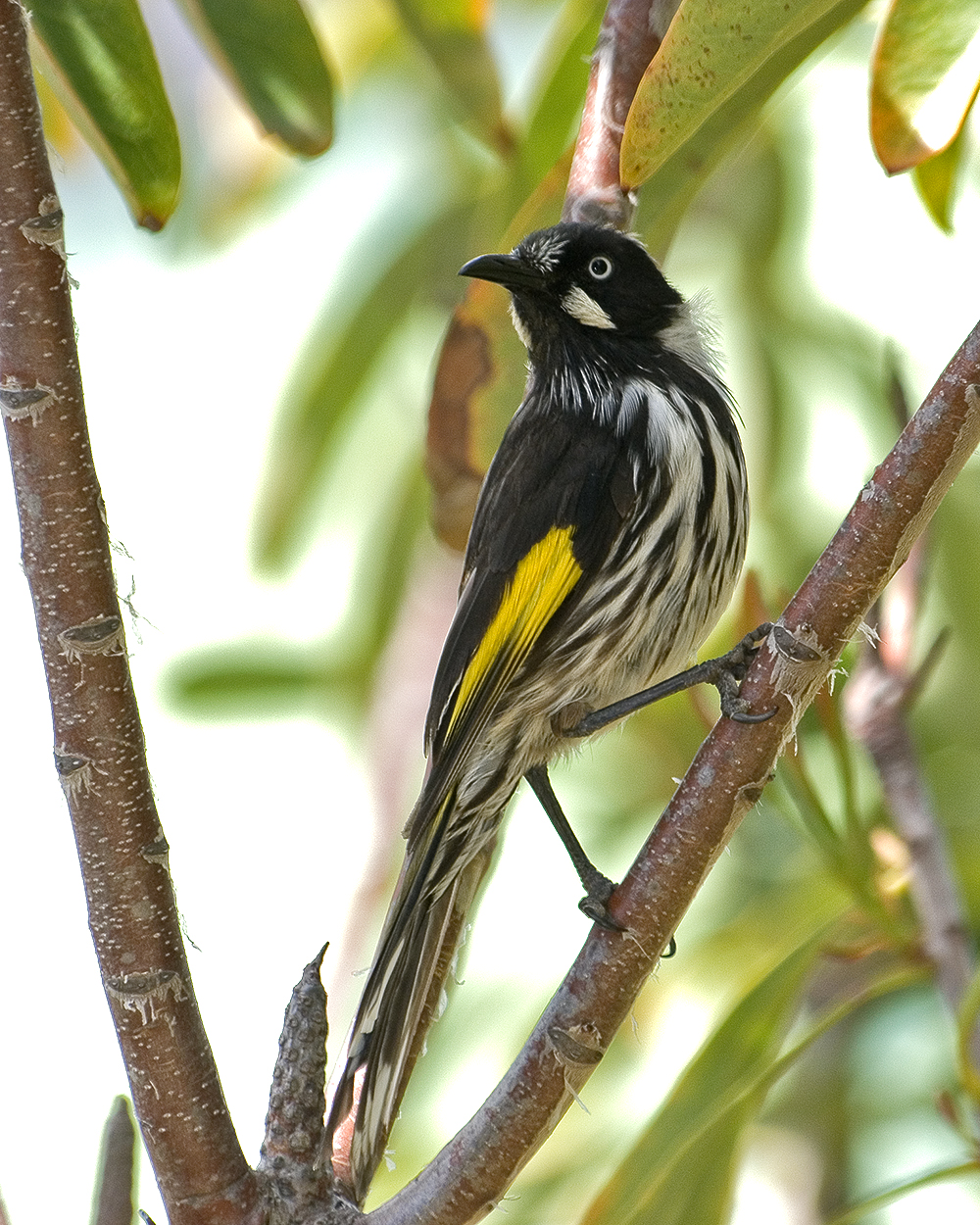